# Ethmostigmus nudior
Ethmostigmus nudior är en mångfotingart som beskrevs av L. E. Koch 1983. Ethmostigmus nudior ingår i släktet Ethmostigmus och familjen Scolopendridae. Inga underarter finns listade i Catalogue of Life.